# Fujisawa, Kanagawa
Fujisawa (藤沢市 (Đằng Trạch thị) Fujisawa-shi) là một thành phố thuộc tỉnh Kanagawa, Nhật Bản.